# Теліка

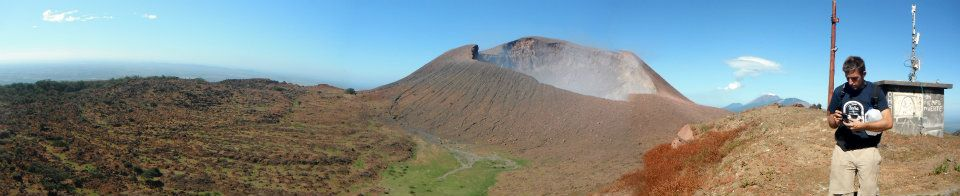
Панорама вулкана

Телі́ка (ісп. Volcán Telica) — стратовулкан, розташований у західній частині центрально-американської країни Нікарагуа. Останнє виверження вулкана, згідно з даними Глобальної програми вулканізму, відбулося в 2011 році. Теліка має 6 конусів, найвищий з яких сягає 1061 м. На вершині розташований подвійний кратер, який має 700 м завширшки і 120 м завглибшки. Теліка часто вивергався, починаючи ще з часів іспанської колонізації Латинської Америки. Це один з найактивніших вулканів країни. Через часті виверження його схили постійно покриваються новим попелом, що унеможливлює появу рослинності. Сусідство з містом Леон робить вулкан популярним місцем серед туристів.